# God Mother
God Mother — шведская хардкор группа из Стокгольма, образованная в 2012 году.

## История
God Mother была образована в 2012 году в городе Стокгольм тремя друзьями: Майкл Дальстрем (барабаны), Дэниел Норинг (бас) и Джонатан Линдгрен (гитара). Они собирали группу, чтобы играть очень агрессивную и быструю музыку на стыке хардкора, грайндкора и метала. Также в их работах можно услышать влияние краста и сладжа. Сами же парни шутливо характеризуют себя «bastardized hardcore».
Дебютным релизом группы был EP «Imitation», выпущенная в начале 2013 года. Релиз примечателен тем, что на тот момент у них не было постоянного вокалиста и все вокальные партии записал барабанщик Майкл Дальстрем. Позже в конце этого же года в группу был приглашен на постоянной основе вокалист Себастьян Август Кэмпбелл, с которым был записан и выпущен сингл «Inga Budskap Kvar».
В 2014 году группа активно работает над первым полноформатным альбомом, а также едет в тур по Европе и Центральной Америке.
В феврале 2015 года состоялся релиз сингла «Blodfors», а уже спустя месяц вышел дебютный альбом «Maktbehov», включающий в себя 14 треков(в отличие от Blodfors, трек Strypgrepp не был включен в альбом). Также в этом году Джонатан Линдгрен принимает решение покинуть группу и его место занимает новый гитарист Макс Линдстрем. После выхода альбом получил множество положительных рецензий и отзывов, в том числе на таких ресурсах, как: Pitchfork и Metal Injection. После выпуска альбома последовал Евротур и большой тур по Южной Африке.
В 2016 году группа выпускает сплит с английской командой Artemis, который включал в себя 3 трека с сырым и более грязным звуком, чем на альбоме. Позже в конце года парни едут в большой тур по Центральной Европе вместе с группой Cedron.
В 2017 году группа анонсирует ряд концертов вместе с The Dillinger Escape Plan (в рамках их прощального тура), а также новости о выходе их второго полноформатного альбома 20 октября под названием «Vilseledd» на лейбле Party Smasher.

## Состав

### Текущие участники
- Себастьян Кэмпбелл — вокал (с 2013)
- Макс Линдстрем — гитара (с 2015)
- Дэниел Норинг — бас, бэк-вокал (с 2012)
- Майкл Дальстрем — барабаны, бэк-вокал (с 2012)

### Бывшие участники
- Джонатан Линдгрен — гитара (2012—2015)

### Сессионные участники
- Стеффан Биркедал — гитара (2016)

## Дискография
Студийные альбомы 
- Maktbehov (2015)
- Vilseledd (2017)

EP
- Imitation (2013)
- God Mother / Artemis Split (2016)
- Obeveklig (2022)

Синглы
- Inga Budskap Kvar (2013)
- Blodfors (2015)
- By The Millions (2017)
- Tar Mirror (2017)
- De Ovälkomna (2017)
- Weak (2017)